# Кръсте Кебапчиев
Кръсте Кебапчиев или Кръсто Кобапчията е български революционер, четник и войвода на Върховния македоно-одрински комитет и на Вътрешната македоно-одринска революционна организация.

## Биография
Кръсте Кебабпчиев е роден в град Прилеп, тогава в Османската империя. Присъединява се към ВМОК и участва в Четническата акция на Македонския комитет от 1895 година. По-късно влиза във ВМОРО и е убит в сражение с турци в Кочанско през 1905 година.